# David Allen Smalley
David Allen Smalley (né le 6 avril 1809 et décédé le 10 mars 1877) était un juge fédéral des États-Unis du tribunal de district du district du Vermont (en).

## Éducation et carrière
Smalley est né à Middlebury, le 6 avril 1809. Il est diplômé de l'académie de Saint Albans, a étudié le droit (en) dans le cabinet de son oncle, Smalley & Adams, et a été admis au barreau (en) en 1831. Il a exercé à Jericho, où il a également été maître de poste de 1831 à 1836. Il a ensuite déménagé, d'abord à Lowell en 1836, puis à Burlington de 1836 à 1857. Il a été membre du Sénat du Vermont de 1843 à 1844. Il a exercé le droit à Burlington avec différents associés à différentes époques. L'un des associés était Edward John Phelps (en), et le cabinet Smalley & Phelps comptait George F. Edmunds (en) parmi ceux qui étudiaient le droit dans leurs bureaux. À la Convention nationale démocrate de 1852 (en), il était vice-président de la délégation du Vermont, membre du comité de la plate-forme et a été choisi pour servir comme membre du Vermont au Comité national démocrate. Le président Franklin Pierce l'a nommé percepteur des douanes pour le district du Vermont le 6 avril 1853, et il a servi jusqu'au 16 février 1857. De nouveau délégué à la Convention nationale démocrate de 1856 (en) tenue à 
Cincinnati, dans l'Ohio, il a été reconduit au Comité national, et il a servi comme président de 1856 à 1860.

### Convention nationale démocrate de 1860
En tant que président du Comité national démocrate, Smalley avait pour tâche d'ouvrir la Convention nationale démocrate de 1860 (en), qui se déroula à Charleston, en Caroline du Sud,.

## Service judiciaire fédéral
Smalley fut nommé par le président Franklin Pierce le 2 février 1857 à un siège au tribunal de district du district du Vermont (en), laissé vacant par le juge Samuel Prentiss (en). Il fut confirmé par le Sénat des États-Unis le 3 février 1857 et reçut sa commission le même jour. Son service prit fin le 10 mars 1877, en raison de son décès à Burlington,. Il fut enterré au cimetière de Greenmount à Burlington.

## Récompense honorifique
Smalley a reçu un Master of Arts de l'université du Vermont en 1846.

## Famille
En 1833, Smalley épousa Laura Barlow, fille de Bradley Barlow (1770-1836) et sœur du représentant Bradley Barlow (en). Ils eurent cinq enfants, dont quatre atteignirent l'âge adulte : Henry Adams, Bradley Barlow, Jacob Meack et Eugene Allen.
Henry A. Smalley (1834–1888) a étudié à l'université de Norwich et à l'université du Vermont. Diplômé de l'Académie militaire de West Point, il a atteint le grade de général de brigade breveté pendant la guerre de Sécession. Il a ensuite travaillé comme ingénieur pour la ville de New York et a été responsable de la construction de l'aqueduc de New Croton (en).
Bradley Smalley (en) (1835–1909) était un avocat du Vermont. Il a servi dans l'équipe du gouverneur Frederick Holbrook (en) avec le grade de colonel pendant la guerre de Sécession. Bradley B. Smalley a ensuite été nommé greffier du tribunal de district des États-Unis et receveur des douanes. Il a également siégé au conseil municipal de Burlington et a été membre du Comité national démocrate.
Jacob M. Smalley (1837–1874) était un vétéran de la marine américaine qui a servi dans la marine de l'Union pendant la guerre civile. Il a ensuite servi comme receveur adjoint des douanes américaines et maréchal adjoint des États-Unis pour le Vermont et s'est engagé dans des entreprises commerciales, notamment une participation dans la mine de Bingham Canyon dans l'Utah.
Eugene A. Smalley (1839–1913) a étudié à l'Université du Vermont et à l'Union College. Il s'est engagé comme simple soldat dans le 19e régiment d'infanterie de l'Ohio (en) pendant la guerre de Sécession. Il a ensuite été nommé First lieutenant dans l'United States Marine Corps. Après sa libération en 1866, il est devenu agriculteur à Colchester, dans le Vermont, et a également occupé les fonctions de receveur adjoint des douanes du Vermont et l'United States Marshals Service,,.